# 卡夫假鰓鱂
卡夫假鰓鱂，為輻鰭魚綱鯉齒目鰕鱂亞目鰕鱂科的其中一種，為熱帶淡水魚，分布於非洲尚比亞卡夫河流域，體色多變化，主要具有三種表型，包括藍色、橙紅色和中間型。雄魚有橙紅色的頭部、喉嚨和下頜，軀幹上的後鱗邊緣呈橙紅色，使身體呈現橙紅色網狀和均勻分佈的條狀圖案；臀鰭和尾鰭有奶油色到淺藍色的下緣帶和黑色的遠端邊緣。橙紅色型的雄魚有橘色的肛鰭和尾鰭，而藍色型的雄魚有奶油色到淺藍色的肛鰭和尾鰭，近端有紅棕色斑點。中間型的臀鰭與藍色型相似，但尾鰭與橘紅色型非常相似，體長可達6公分，棲息在季節性溪流、氾濫區底中層水域，生活習性不明，可作為觀賞魚。

## 擴展閱讀
維基物種上的相關：卡夫假鰓鱂
1. ↑  Nagy, B.; Watters, B. . The IUCN Red List of Threatened Species. 2019, 2019: e.T140307993A99448101  [15 November 2021]. doi:10.2305/IUCN.UK.2019-3.RLTS.T140307993A99448101.en .